# Nölestholm, Iniö
Nölestholm är en ö i Finland.   Den ligger i kommunen Pargas i den ekonomiska regionen  Åboland  och landskapet Egentliga Finland, i den sydvästra delen av landet, 200 km väster om huvudstaden Helsingfors. Arean är 0,11 kvadratkilometer.
Terrängen på Nölestholm är mycket platt. Öns högsta punkt är 10 meter över havet.